# Weezer (Голубой альбом)
Weezer, более известный под названием «Голубой альбом» (англ. Blue Album) — дебютный студийный альбом американской рок-группы Weezer, выпущенный 10 мая 1994 года на лейбле DGC Records.
Группа сформировалась в 1992 году в Лос-Анджелесе, и пыталась привлечь аудиторию, в то время интересующуюся гранжем. В ноябре они записали демо The Kitchen Tape, которая привлекла внимание лейбла DGC Records. Продюсером альбома выступил фронтмен американского нью-вейв-коллектива The Cars Рик Окасек. Большая часть альбома была записана на студии Electric Lady в Нью-Йорке с августа по сентябрь 1993 года. Группа рассматривала гитары и бас как один слаженно играющий 10-струнный инструмент. Гитарист Джейсон Кроппер был уволен во время записи, так как группа чувствовала, что он «угрожает их химии»; его заменил Брайан Белл.
Из альбома Weezer были выпущены три сингла: «Undone — The Sweater Song», «Buddy Holly» и «Say It Ain't So». Все видеоклипы, снятые на заглавные песни синглов, стали хитами телеканала MTV. «Голубой альбом» достиг шестнадцатой позиции в американском хит-параде Billboard 200 и стал трижды платиновым в 1995 году.  Остается самым продаваемым альбомом Weezer: по состоянию на 2009 год было продано более трех миллионов копий в США и более пятнадцати миллионов по всему миру. Он получил признание критиков, а в 2020 году журнал Rolling Stone поставил его на 294-е место в своем обновленном списке «500 величайших альбомов всех времен».

## Предыстория
Группа Weezer была основана 14 февраля 1992 года в Лос-Анджелесе вокалистом и гитаристом Риверсом Куомо, барабанщиком Патриком Уилсоном, басистом Мэттом Шарпом и гитаристом Джейсоном Кроппером. Хотя они ещё тогда исполняли будущие хиты «Undone — The Sweater Song» и «Say It Ain't So», Куомо заявлял, что им было сложно привлечь какую-либо аудиторию, так как люди ожидали слышать только гранж-группы.
Стремясь вырваться из андеграунда и войти в мейнстрим, группа записала демо-запись The Kitchen Tape. Это привлекло внимание представителей мейджер-лейбла UMG, которые искали альтернативные рок-группы по типу That Dog. 26 июня 1993 года Weezer подписали контракт с DGC Records, а именно с Тоддом Салливаном, представителем A&R из Geffen Records.

## Запись
Во время подготовки к студийным сессиям, группа сосредоточилась на взаимодействии вокального исполнении, практикуясь пению стиле барбершоп-квартет, что помогло чувствовать себя комфортно и Риверсу Куомо, и Мэтту Шарпу. Последний, который до «Голубого альбома» ни разу не учился пению, разработал свой собственный стиль исполнения фальцетом в бэк-вокале: 

Мне нужно было петь на октаву выше Риверса. Так, после внушительной практики, у меня начало получатся.Оригинальный текст (англ.)I had to sing an octave higher than Rivers. After a lot of practice, I started to get it down.
Было отрепетировано пятнадцать песен для предварительных сессий альбома в Нью-Йорке, в рамках подготовки записи в студии Electric Lady. От четырёх песен из пятнадцати было решено отказаться: «I Swear It’s True», «Getting Up and Leaving» (которые позже будут выпущены в переиздании альбома Pinkerton) и реприз-версия «In The Garage». Еще одну песню «Mykel & Carli», посвящённую основательницам фан-клуба Weezer, группа предпочла выпустить в качестве би-сайда к синглу «Undone – The Sweater Song».
Поначалу Weezer хотели спродюсировать альбом самостоятельно, однако лейбл Geffen настоял группу на том, чтобы выбрать конкретного продюсера. Выбор пал на Рика Окасека, фронтмена The Cars. Он убедил группу переключить гитарные звукосниматели с нека на бридж, что привело к более яркому звуку. Шарп и Куомо ввели несколько правил в записи, запретив реверберацию и настаивая на даунстроке в гитарах. По словам звукоинженера Криса Шоу, главной задачей  являлось рассмотреть гитару и бас как один слаженно играющий 10-струнный инструмент. Weezer настояли на том, чтобы их гитары были сведены также громко, как те звучали в песне Radiohead «Creep», тем самым затмив некоторые вокальные партии.

## Обложка
Автором обложки альбома стал известный гламурный фотограф Питер Гоуленд. На обложке изображены все участники группы Weezer (Патрик Уилсон, Риверс Куомо, Мэтт Шарп и Брайан Белл) на голубом фоне. Подобный приём будет не раз повторяться в творчестве группы и на других последующих альбомах. Изображение повторяет обложку альбома Crazy Rhythms американской инди-рок-группы The Feelies.

## Успех и влияние альбома
Альбом принёс группе оглушительную славу: критики положительно отзывались о пластинке, отмечая удачный симбиоз пауэр-попа, эмо и поп-панка (с дальнейшим влиянием на будущих известных поп-панк-исполнителей, таких как Blink-182 и Fall Out Boy), а также общую мелодичность альбома и юмор в текстах Куомо. Песня «Buddy Holly» стала главным хитом альбома и была включена в «500 величайших песен всех времён по версии журнала Rolling Stone».
После успеха первого альбома группу «Weezer» автоматически причислили и к жанру нерд-музыки — к «гик-року», а самих музыкантов нередко называли «королями гиков». Сам Риверс Куомо до сих пор относится негативно к данному «титулу».

Когда мы делали первый альбом, я думал, что мы станем «следующими Nirvana» и что нас будут воспринимать всерьёз, именно как группу, полную страха и тревоги. Я был абсолютно удивлён и обескуражен тем, что пресса отреагировала на выпуск нашей пластинки словами: «Банда гиков! Восстание нердов!» Эта история никогда не укладывалась у меня в голове. Настолько универсально, что, я думаю, это правда. Я даже сейчас не вписываюсь, не осознаю этого. Поместите меня в общество, и я буду выглядеть как неудачник.Оригинальный текст (англ.)“When we made our first album I thought we were going to be the next Nirvana, that we were going to be taken very seriously as an angst-filled rock band. I was completely shocked and surprised and disappointed when we put the record out to find that the press story was, ‘This is a band of geeks. Revenge of the nerds!’ That story had never occurred to me. It was universal, so I guess it must be true. I just don’t fit in and I didn’t even realise it. Put me in the wider society and I stand out as a misfit.”
— Риверс Куомо («Kerrang», 31 мая 2019)

## Переиздание в честь 30-летнего юбилея альбома
4 сентября 2024 года в соцсетях группы было анонсировано переиздание альбома в честь 30-летия выхода пластинки. Переиздание включает в себя новые ремастеры песен из альбома, демо-версии в период 1992—1993 годов, а также некоторые записи живых выступлений. Переиздание выйдет 1 ноября 2024 года.

## Список композиций
Слова и музыка всех песен — Риверс Куомо, за исключением отмеченных.
| №   | Название                                | Автор(ы)                                     | Длительность |
| --- | --------------------------------------- | -------------------------------------------- | ------------ |
| 1.  | «My Name Is Jonas»                      | Риверс Куомо, Патрик Уилсон, Джейсон Кроппер | 3:23         |
| 2.  | «No One Else»                           |                                              | 3:14         |
| 3.  | «The World Has Turned and Left Me Here» | Риверс Куомо, Патрик Уилсон                  | 4:26         |
| 4.  | «Buddy Holly»                           |                                              | 2:40         |
| 5.  | «Undone – The Sweater Song»             |                                              | 4:55         |
| 6.  | «Surf Wax America»                      | Риверс Куомо, Патрик Уилсон                  | 3:04         |
| 7.  | «Say It Ain't So»                       |                                              | 4:18         |
| 8.  | «In the Garage»                         |                                              | 3:56         |
| 9.  | «Holiday»                               |                                              | 3:26         |
| 10. | «Only in Dreams»                        |                                              | 8:03         |

## Участники записи
| Weezer - Риверс Куомо — вокал, соло- и ритм-гитары, клавишные, губная гармоника - Брайан Белл — бэк-вокал, ритм-гитара - Мэтт Шарп — бэк-вокал, бас-гитара - Патрик Уилсон — барабаны Приглашённые музыканты - Микель Аллан — речь в перерыве («Undone — The Sweater Song») - Карл Кох — диалог, пианино в конце («Undone — The Sweater Song») | Технический персонал - Рик Окасек — продюсер - Крис Шоу — звукорежиссёр - Хел Бэлнеп — помощник звукорежиссёра - Питер Гоуленд — фотограф |

## Позиции в чартах
| Чарт (1995-96)                      | Позиция в чарте |
| ----------------------------------- | --------------- |
| Австрия (Ö3 Austria)                | 47              |
| Бельгия/Фландрия (Ultratop)         | 19              |
| Бельгия/Валлония (Ultratop)         | 40              |
| Нидерланды (Album Top 100)          | 48              |
| Финляндия (Suomen virallinen lista) | 22              |
| Германия (Media Control)            | 61              |
| Новая Зеландия (RMNZ)               | 6               |
| Норвегия (VG-lista)                 | 35              |
| Великобритания (UK Albums Chart)    | 23              |
| США (Billboard 200)                 | 16              |

| Год  | Песня                       | Позиция в чарте | Позиция в чарте        | Позиция в чарте    | Позиция в чарте | Позиция в чарте | Позиция в чарте |
| Год  | Песня                       | US Modern Rock  | US Bill- board Hot 100 | US Hot 100 Airplay | UK Top 40       | Sweden          | Nether- lands   |
| ---- | --------------------------- | --------------- | ---------------------- | ------------------ | --------------- | --------------- | --------------- |
| 1994 | «Undone - The Sweater Song» | 6               | 57                     | 74                 | 35              | -               | -               |
| 1994 | «Buddy Holly»               | 2               | -                      | 18                 | 12              | 14              | 27              |
| 1995 | «Say It Ain't So»           | 7               | -                      | 51                 | 37              | -               | -               |